# Étienne de La Boétie
Étienne de La Boétie (ur. 1 listopada 1530 w Sarlat, zm. 18 sierpnia 1563 w Le Taillan-Médoc) – francuski sędzia, pisarz oraz filozof polityczny, przyjaciel Michel de Montaigne’a i autor Rozprawy o dobrowolnej niewoli (Discours de la servitude volontaire).

## Życie
Syn królewskiego urzędnika w południowo-zachodniej Francji i siostry marszałka parlamentu w Bordeaux. Osierocony we wczesnym wieku, został oddany na wychowanie do wuja, który pełnił funkcję wikarego (prawdopodobnie w Bouilhonnas).
W 1553 po uzyskaniu dyplomu prawnika na uniwersytecie w Orleanie, La Boétie został deputowanym parlamentu Bordeaux. Zmarł 18 sierpnia 1563, w wieku 32 lat.

## Poglądy
Na wiek przed Johnem Lockiem i Tomaszem Hobbesem, La Boétie użył abstrakcyjnego, dedukcyjnego rozumowania argumentując za absolutnym, uniwersalnym i naturalnym prawem wolności dla każdego człowieka.
W swoim nigdy nieopublikowanym dziele Rozprawa o dobrowolnej niewoli przekonywał, że tyrana nie trzeba zwalczać, ani zabijać – wystarczy, że obywatele odmówią mu posłuszeństwa: „Unicestwi się sam, byleby tylko kraj nie chciał mu dłużej służyć. Nie chodzi o to, by czegoś go pozbawiać, ale by niczego mu nie dawać”.
Tyranem dla La Boétie nie był tylko władca, ale – po raz pierwszy w historii – rozszerzył tę definicję na całe państwo. Tyran posiada „nic więcej jak tylko władzę, którą sami mu przekazujecie, by was zniszczył. Skąd miałby wziąć oczy do szpiegowania was, jeśli sami mu ich nie dacie? Skąd weźmie broń do zadawania wam krzywdy, jeśli nie pożyczy jej od was? Stopy, którymi depcze po waszych miastach, skąd pochodzą, jeśli nie od was? Skąd ma nad wami władzę, jeśli nie od was?”
Tłumaczył, że jeżeli pozbawić tyrana dopływu funduszy, stanie się niczym.

## Wpływ
W XX wieku wielu europejskich anarchistów zaczęło powoływać się na La Boétie, w tym Gustav Landauer, Bart de Ligt czy Simone Weil. Autonomistyczny myśliciel marksistowski John Holloway również cytuje go w książce Crack Capitalism, aby wyjaśnić swoją ideę „zerwania z kapitalizmem”. Gene Sharp, jeden z czołowych teoretyków politycznej walki bez przemocy, często powoływał się na La Boétiego w swoich pracach: The Politics of Nonviolent Action oraz From Dictatorship to Democracy.